# Señorío de Tiro
El Señorío de Tiro fue un dominio semiindependiente en el Reino de Jerusalén desde 1246 hasta 1291.

## Antecedentes
La ciudad de Tiro era un puerto importante en la costa palestina del Califato fatimí a finales del siglo XI. La ciudad estaba ubicada en una península que una estrecha franja de tierra unía al continente. Tiro estaba rodeada por impresionantes murallas, pero sus burgueses proporcionaron comida a los cruzados cuando invadieron Palestina en mayo de 1099, porque la gente del pueblo quería evitar un conflicto armado con estos cristianos fanáticos que habían partido de Europa a Jerusalén en 1096. En dos meses, los cruzados capturaron Jerusalén. Las flotas de los pisanos, genoveses y venecianos los apoyaron para conquistar la mayoría de los puertos fatimíes en la costa occidental del Mediterráneo durante la siguiente década. Cesarea se rindió ante estos en 1101, Acre en 1104, Trípoli en 1109 y Beirut y Sidón en 1110.
El primer rey de Jerusalén, Balduino I, intentó capturar Tiro en 1107 por primera vez, pero pronto abandonó el sitio. Después de la caída de Trípoli y Beirut, cientos de habitantes musulmanes de las dos ciudades buscaron refugio en Tiro, que siguió siendo un enclave fatimí. Balduino I puso nuevamente sitio a Tiro en diciembre de 1111, pero los defensores destruyeron su torre de asedio con ganchos de hierro que fabricó un refugiado de Trípoli. Los cruzados (o francos) se vieron nuevamente obligados a levantar el sitio el 12 de abril de 1112. Sin embargo, tomaron el control de la mayoría de las aldeas en las cercanías de la ciudad.
El gobernante artúquida Nur al-Daulak Balak capturó al sucesor de Balduino I, Balduino II, en el norte de Siria en 1123. El rey todavía estaba encarcelado cuando una flota veneciana de 120 barcos llegó a la costa del reino bajo el mando del dux Domenico Michiel. En nombre del rey, Garmond de Picquigny, el patriarca latino de Jerusalén, concluyó un tratado con el dux sobre la conquista de Tiro. El tratado, conocido como Pactum Warmundi, estableció el derecho de los venecianos a apoderarse de un tercio de Tiro y las aldeas cercanas y de administrar justicia a todos los que vivían en su distrito. El pacto también otorgó un tercio de los ingresos reales recaudados en la ciudad.
Los venecianos y los francos sitiaron la ciudad en febrero de 1124. Después de no recibir apoyo de los fatimíes y los gobernantes musulmanes cercanos, los burgueses de la ciudad se rindieron el 7 de julio de 1124. La mayoría abandonó Tiro, pero muchos de ellos se quedaron atrás y continuaron viviendo bajo el dominio de los francos. Los venecianos tomaron posesión de su distrito y al menos dieciséis pueblos cercanos. Balduino II insistió en modificar el Pactum Warmundi después de que fue liberado y regresó a Jerusalén en 1125. Su tratado con los venecianos los obligaba a participar en la defensa del reino, transformando así sus posesiones en un feudo del monarca. Balduino II autorizó a los pisanos a apoderarse de cinco casas cerca del puerto a finales de la década de 1120. También compraron un caravasar, muy probablemente del rey Amalarico en 1168.
Para cumplir con sus obligaciones militares con el rey, la República de Venecia otorgó propiedades hereditarias en su feudo a los patricios venecianos con la obligación de prestar el servicio militar como caballeros en caso de guerra. En un principio, los venecianos debían aportar al menos cinco caballeros, pero se redujo a tres en la década de 1180, muy probablemente como consecuencia de la pérdida de propiedades venecianas a los monarcas. Los venecianos también se vieron privados de su parte de los peajes cobrados en la puerta terrestre de Tiro en la década de 1130.

## Territorio
Con una superficie rectangular de unos 450 km² (111 197,3 acre), el señorío era uno de los dominios más pequeños del Reino de Jerusalén. El río Qassimiye formó su frontera norte. La frontera sur del señorío se encontraba a unos 15 km al sur de Tiro. Su límite oriental se extendía a unos 20 km de la costa. El señorío consistía en una estrecha franja de tierra a lo largo de la costa y una región occidental montañosa. Los documentos del período cruzado enumeran más de 110 pueblos y aldeas en el señorío, pero el número real de asentamientos fue un poco más alto. La mayoría de las aldeas estaban ubicadas en la región occidental.
Los feudos de los patricios venecianos consistían en propiedades en el campo y una casa en el distrito veneciano de Tiro, y algunos de ellos también incluían una parte de los ingresos comunales. Vitale Pantaleo recibió dos aldeas (Dairrham y Gaifiha) y un tercio de otras dos aldeas (Maharona y Cafardan) además de una casa en la ciudad y 60 bezantes de los peajes recaudados en el mercado de instrumentos musicales. Su casa estaba en manos del marido de una mujer de la familia Pantaleo en la década de 1240. Un miembro de la familia Contarini, Rolando, recibió 12 aldeas y una participación en otras cuatro aldeas, además de su casa en la ciudad. Cuando Contarini murió sin tener hijos antes de 1158, el bailío veneciano exigió la devolución de su feudo a su viuda, Guida Gradenigo, pero se resistió y legó las propiedades de su marido al rey para asegurar la protección real. Guida era una viuda adinerada: tenía una aldea entera, un tercio de las cuatro aldeas adicionales y una casa en Tiro por derecho propio. Después de su muerte, las propiedades rurales de su difunto marido fueron confiscadas por el monarca.

## Señorío de Montfort
En 1242, durante la guerra de los lombardos, la facción de Ibelín se apoderó de Tiro. Inicialmente se colocó bajo el gobierno de Balián de Ibelin, señor de Beirut, pero en 1246 el regente respaldado por Ibelín, el rey Enrique I de Chipre, lo puso formalmente bajo la custodia de Felipe de Montfort. Todo esto era de legalidad cuestionable, pero no había duda de que Felipe no tenía ningún título sobre Tiro. Sin embargo, pronto comenzó a llamarse «Señor de Tiro y Torón».
En 1258, durante la guerra de San Sabas, Felipe expulsó a los venecianos de Tiro. A partir de entonces, Tiro fue el cuartel general de los genoveses en el Reino de Jerusalén, ya que Acre, de donde habían sido expulsados, era de los venecianos.
En 1268, el rey Hugo III de Chipre se convirtió en rey de Jerusalén e inmediatamente tomó medidas para regularizar la posición de Tiro, aunque se desconoce si las negociaciones fueron iniciadas por este o por Felipe. En el acuerdo resultante, la hermana del rey, Margarita, se casó con el hijo de Felipe, Juan, y Hugo concedió Tiro a este último, que Felipe entregó voluntariamente. El acuerdo contenía una cláusula por la cual, en caso de renuncia, la corona pagaría a los Montfort 150 000 besantes sarracenos como indemnización por los gastos de fortificación y defensa de Tiro durante todos los años del señorío de Felipe.
Como muestra de su independencia, Felipe y Juan acuñaron monedas de cobre e hicieron tratados con los musulmanes. El numismático Michael Metcalf sugiere que la acuñación puede haberse originado en 1269, cuando se regularizó la posición de Felipe, pero podría haber llegado antes, ya que Felipe había estado haciendo su propia política desde al menos 1258. En 1271, Juan hizo un tratado por separado con el sultán mameluco Baibars para cubrir Tiro, un año antes de que Hugo III hiciera un tratado similar para cubrir el área alrededor de Acre.
Juan y Margarita no tuvieron hijos, y tras la muerte de Juan en 1283, Tiro volvió a la corona. Incapaz de pagar la indemnización, Hugo llegó a un acuerdo con el hermano menor de Juan, Hunfredo, quien debía retener a Tiro provisionalmente hasta que se pagara la indemnización y, si no se pagaba en mayo de 1284, la retendría permanentemente. Tanto Hugo como Hunfredo murieron antes de esa fecha. No se sabe si la indemnización se pagó a los herederos de Hunfredo.
A finales de la década de 1280, el rey Enrique II confirió Tiro a su hermano menor Amalarico. No se sabe exactamente cuándo, pero a más tardar en 1289 era señor de Tiro. Lo mantuvo hasta que los mamelucos la conquistaron en 1291.

## Señores de Tiro
- Tiro era parte del dominio real (1124-1129)[35]
- Fulco de Anjou (1129-1131)[35]
- Tiro era parte del dominio real (1131-1187)[35]
- Conrado de Montferrato, de facto (1187-1190), de jure (1190-1192)[35]
- Tiro era parte del dominio real (1192-1246)[35]
- Felipe de Montfort (1246-1269)[33]
- Juan de Montfort (1269-1283)[33]
- Hunfredo de Montfort (1283-1284)[34]
- Tiro era parte del dominio real (1284-1289)[34]
- Amalarico de Lusignan (1289-1291)[34]